# Louise Tittmann
Louise Tittmann (geborene Louise Becker; * 1794 in Northeim; † 1871 in Göttingen) war eine deutsche Lehrerin, Zeichenlehrerin und Schriftstellerin.

## Leben
Louise Becker heiratete im Jahr 1810 den Advokaten Ernst Tittmann. 1814 wurde ihr Sohn, der spätere Literaturhistoriker Julius Tittmann (1814–1883) geboren.
Louise Tittmann entwarf eine vom Magistrat und der Bürgerschaft der Stadt Northeim aufgeführte Ehrenpforte anlässlich des Besuches von König Georg IV. von Großbritannien und Irland. Aus ihrer hierfür gefertigten Zeichnung fertigte Johann Georg Schwab einen Kupferstich, publiziert und herausgegeben wurde sie von Heinrich Dittmer in einer Sammlung seiner vollständigen Beschreibung aller Feyerlichkeiten.
Nach dem Tod ihres Ehemannes 1828 verdiente Tittmann ihren Lebensunterhalt mit Mal- und Zeichenunterricht. Nach dem Brand von Northeim 1832 zog sie nach Hannover, wo sie als Oberaufseherin der Hof-Töchterschule tätig wurde. Als „Directrice“ und Anstandsdame wohnte auch Tittmann im Schulgebäude in der Burgstraße. Daneben gab Louise Tittmann weiterhin Malunterricht.
1842 veröffentlichte die Hahnsche Hofbuchhandlung in Hannover Tittmanns Gedicht Alfhilde, ein 230 Seiten umfassendes Epos aus der Zeit der Christianisierung der heidnischen Sachsen durch Karl dem Großen: Am Schauplatz an der Weser steht Alfilde im Mittelpunkt, Tochter der Iduna, der jungfräulichen Priesterin der Hertha. Die Geschichte erzählt von den Verbindungen Alfhildes mit dem Grafen Adelhart sowie des Sachsenherzogs Tialf mit Suantwitha. Das Werk fand Aufnahme in der Privat-Bibliothek von König Georg IV. von Hannover.
Louise Tittmann starb 1871 in Göttingen.

## Schriften
- Alfhilde. Ein Gedicht, Hannover: Hahn’sche Hofbuchhandlung, 1842